# اللغات الإثيوبية الجنوبية
اللغات الإثيوبية الجنوبية هي عائلة مكونة من عدد من اللغات التي يتم التحدث بها في جميع أنحاء إثيوبيا. إنها تشمل اللغة الأمهرية التي هي اللغة الرسمية لإثيوبيا، وهي ثاني أكثر اللغات السامية تحدثًا بعد العربية.